# Tätskivig svedkremla
Tätskivig svedkremla (Russula densifolia) är en svampart som beskrevs av Secr. ex Gillet 1876. Tätskivig svedkremla ingår i släktet kremlor och familjen kremlor och riskor.  Arten är reproducerande i Sverige. Inga underarter finns listade i Catalogue of Life.

## Källor

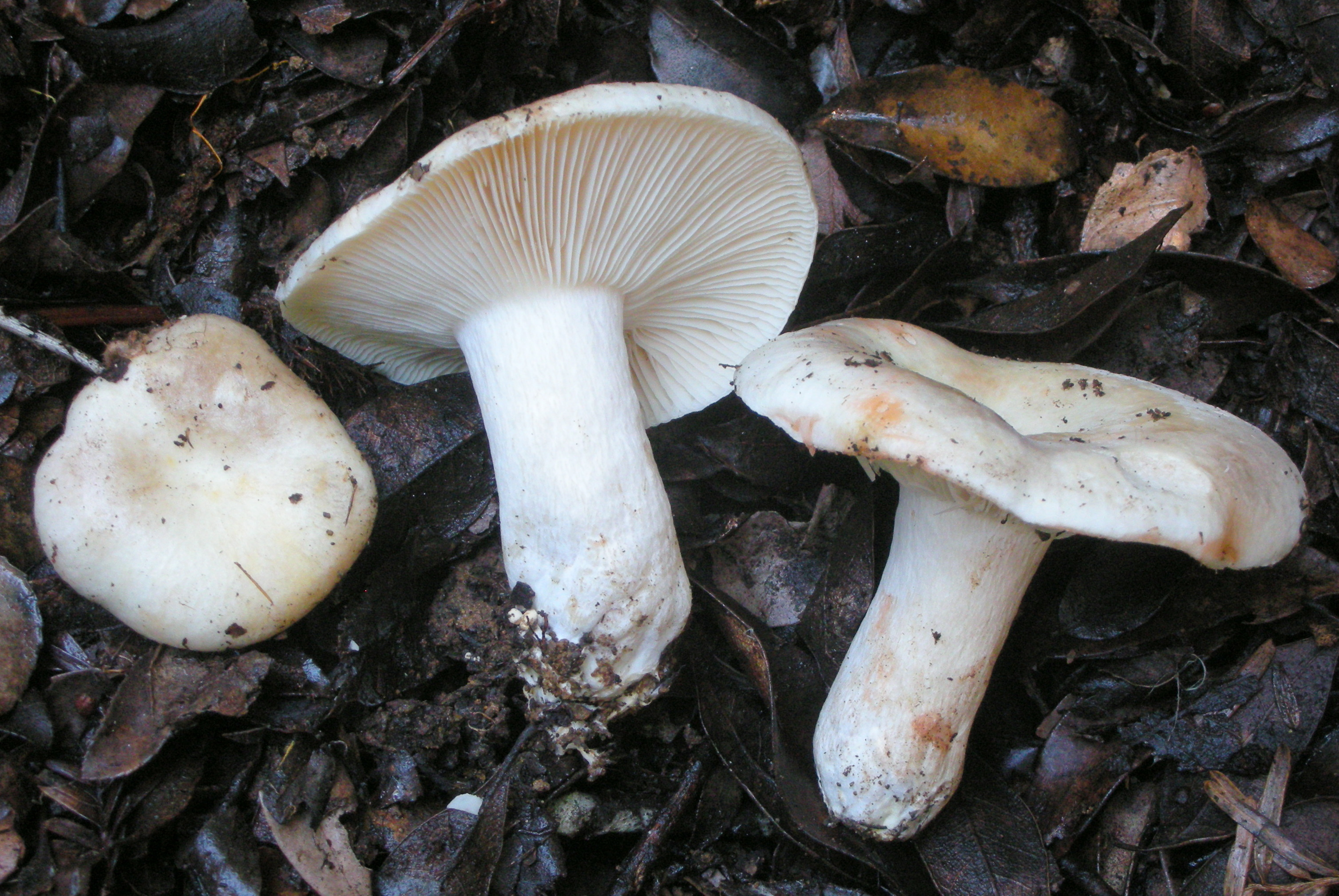
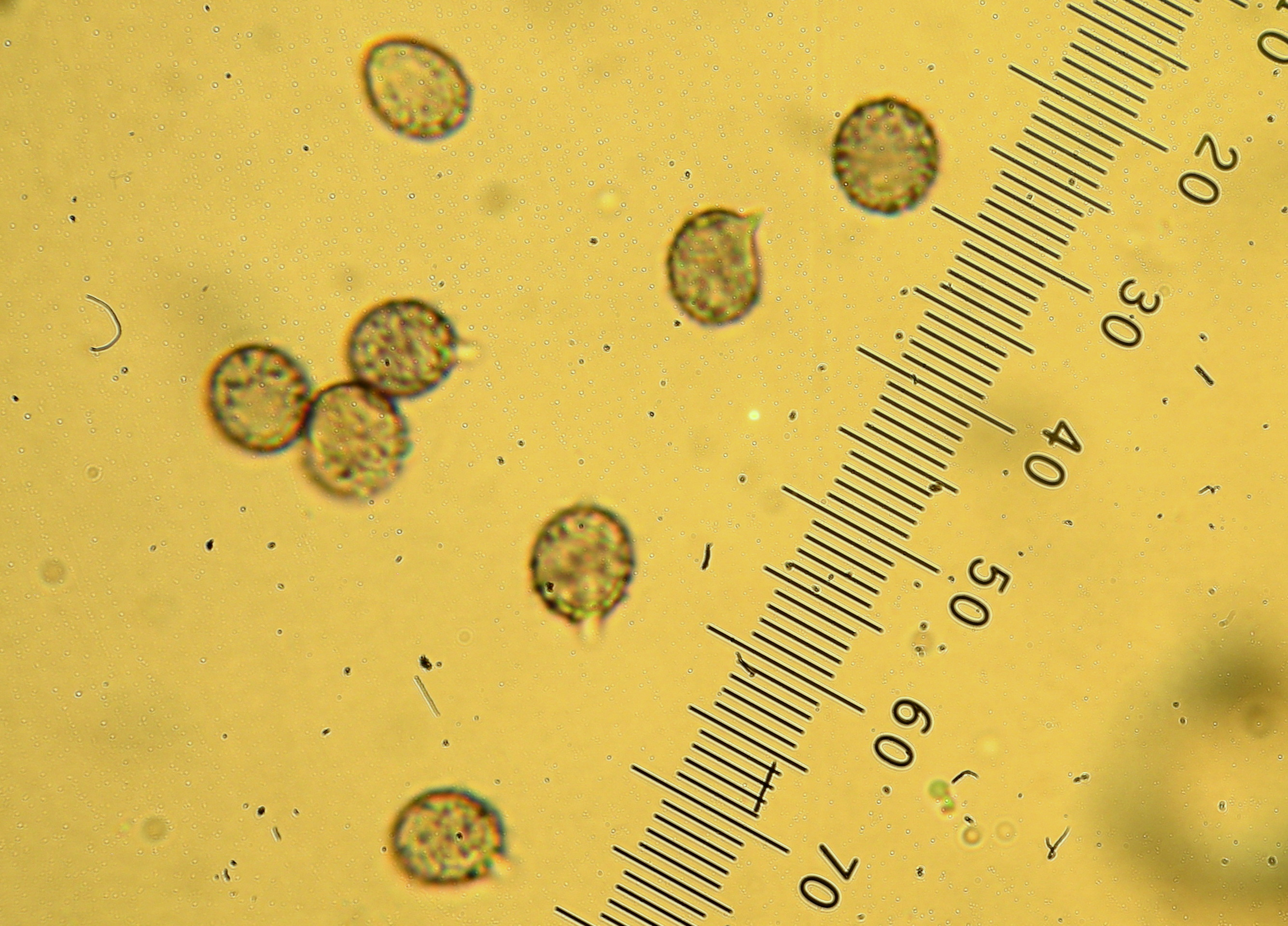
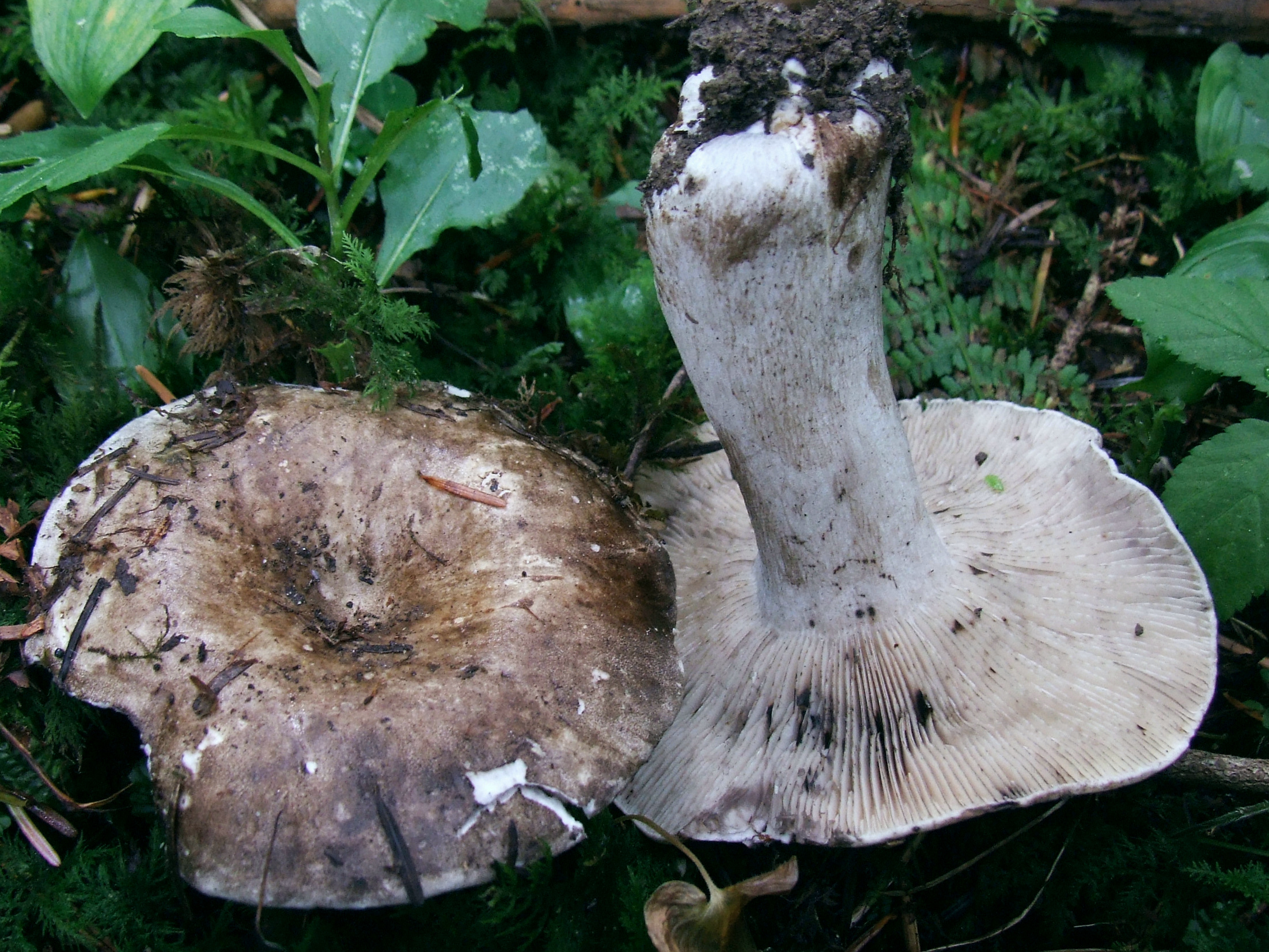
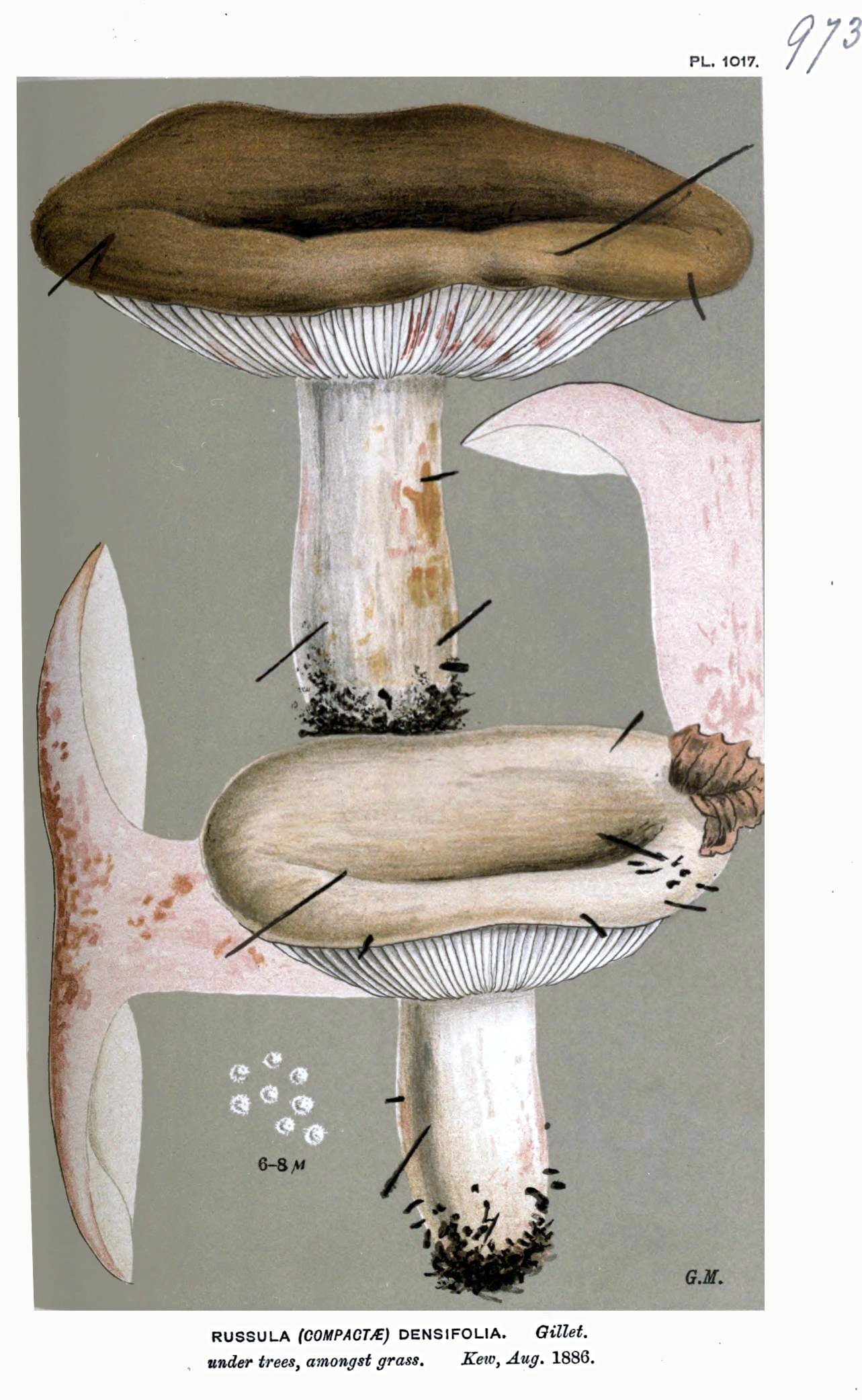
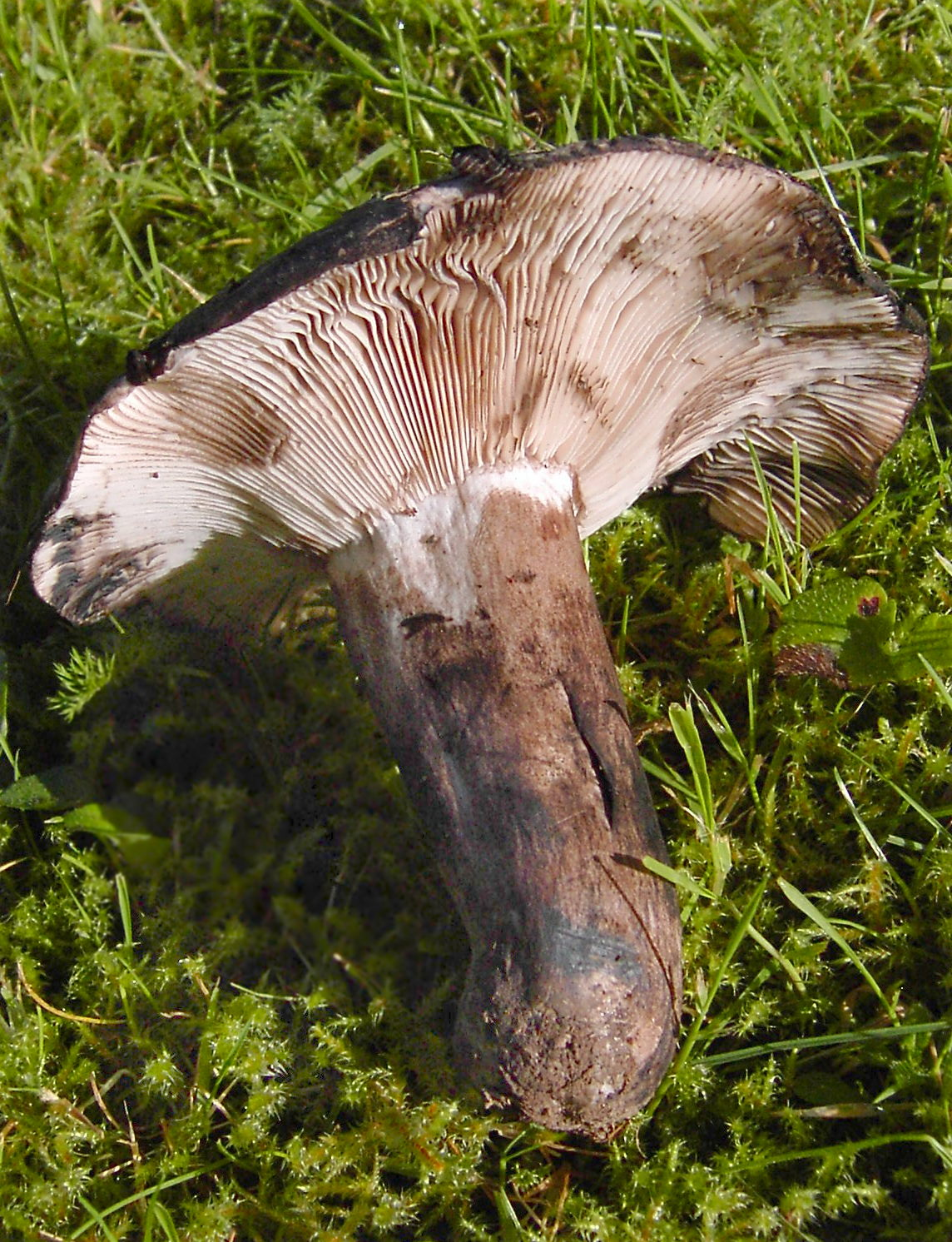
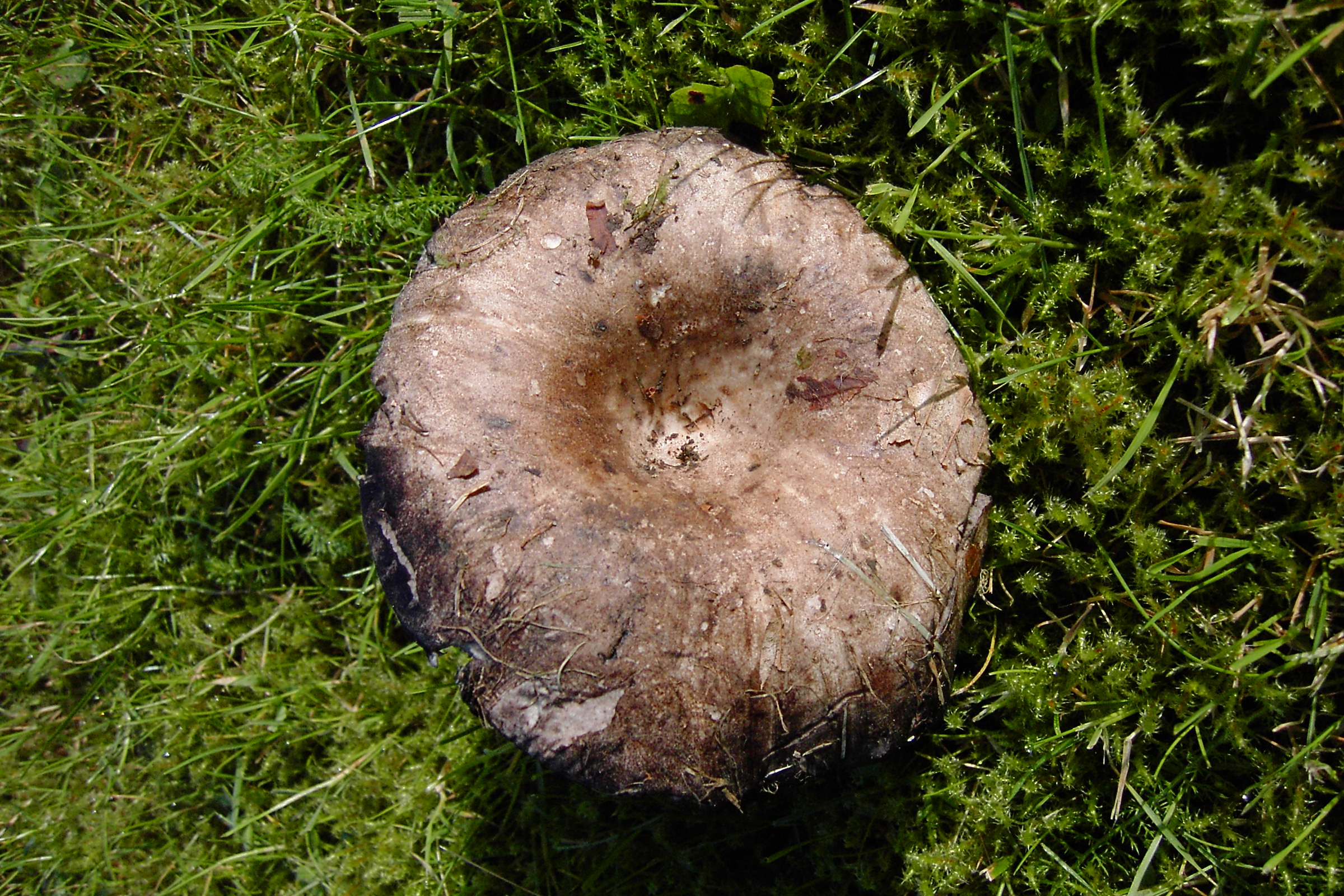